# Instituto de Ciencias Básicas e Ingeniería (UAEH)
El Instituto de Ciencias Básicas e Ingeniería (ICBI),  es un instituto de educación superior y uno de los seis institutos en los que se encuentra dividido la Universidad Autónoma del Estado de Hidalgo (UAEH). Se encuentra ubicado en la carretera Pachuca–Tulancingo, Carboneras en el municipio de Mineral de la Reforma, Hidalgo, México.

## Historia
La UAEH, tiene como antecedente el Instituto Literario y Escuela de Artes y Oficios (ILEAO) fundado en 1869, donde se impartió las carreras de Ingeniero en Minas, Ingeniero Metalurgista, Ingeniero Topógrafo, e Ingeniero Hidrógrafo. Aunque algunas carreras no funcionan completamente, en conformidad con las atribuciones otorgadas al plantel, se pudieron practicar exámenes profesionales, para el reconocimiento de estudios previos y/o prácticas profesionales. En la carrera de Ingeniería de Minas, el primer titulado fue Manuel Cameros y el segundo Baltasar Muñoz Lumbier, ambos lo obtuvieron en 1879.
Con el paso del tiempo el ILEAO se fue transformando, cambiando de nombre y agregando o eliminando programas educativos. El 24 de febrero de 1961, la XLIII Legislatura del Congreso de Hidalgo, promulgó el decreto número 23, que creaba la Universidad Autónoma del Estado de Hidalgo (UAEH). La ceremonia de instauración se efectuó en el Salón de Actos Ingeniero Baltasar Muñoz Lumbier del Edificio Central, el 3 de marzo de 1961. La Escuela de Ingeniería Industrial se decreto, junto con la UAEH; e inicio sus actividades, el 22 de marzo de 1961.
Fue el 13 de septiembre de 1974 cuando el Consejo Universitario aprobó la transformación de la Escuela de Ingeniería Industrial en el Instituto de Ciencias Exactas (ICE), el cual estaba integrado por dos áreas: Las ciencias puras: que comprendían las matemáticas, la física y la química; y las ciencias aplicadas: que incluían las diversas ingenierías. En la primera de ellas se impartía la licenciatura en Química, en la segunda la de Ingeniería Industrial. En 1976, se trasladan los programas educativos del ICE del Edificio Central a la Ciudad del Conocimiento.
El Centro de Investigaciones Biológicas (CIB) fue creado dn noviembre de 1985. El Centro de Investigaciones Químicas fue creado el 13 de noviembre de 1985, iniciando sus funciones en el mes de julio de 1987. El 6 de diciembre de 1987, se crea el Instituto de Investigaciones en Ciencias de la Tierra (IICT), dicho Instituto se divide a partir del 16 de agosto de 1999 para formar el Centro de Investigaciones en Materiales y Metalurgia (CIMyM).
El 8 de diciembre de 2000, el Instituto de Ciencias Exactas (ICE), se transforma en el Instituto de Ciencias Básicas e Ingeniería (ICBI). El Centro de Investigación en Matemáticas (CIMA) fue aprobada el 12 de diciembre de 2002. En diciembre de 2007 el IICT y el CIMyM, se fusionan nuevamente para dar origen al Área Académica de Ciencias de la Tierra y Materiales (AACTyM).

## Oferta educativa

### Área Académica de Biología (AAB)
- Licenciatura en Biología
- Maestría en Ciencias en Biodiversidad Y Conservación
- Doctorado en Ciencias en Biodiversidad y Conservación

### Área Académica de Ciencias de la Tierra y Materiales (AACTyM)
- Licenciatura en Ingeniería de Materiales
- Ingeniería en Geología Ambiental
- Ingeniería Minero Metalúrgica
- Maestría en Ciencias de los Materiales
- Doctorado en Ciencias de los Materiales

### Área Académica de Computación y Electrónica (AACyE)
- Licenciatura en Ciencias Computacionales
- Ingeniería en Electrónica
- Ingeniería en Telecomunicaciones
- Maestría en Ciencias en Automatización y Control
- Maestría en Tecnologías de la Información para la Educación
- Doctorado en Ciencias de la Automatización y Control
- Doctorado en Ciencias Computacionales

### Área Académica de Ingeniería y Arquitectura (AAIyA)
- Licenciatura en Ingeniería industrial
- Licenciatura en Ingeniería Civil
- Licenciatura en Arquitectura
- Diplomado en Ingeniería Industrial
- Maestría en Ciencias en Ingeniería Industrial
- Maestría en Ciencias en Ingeniería de Manufactura
- Doctorado en Ciencias en Ingeniería Industrial

### Área Académica de Matemáticas y Física (AAMyF)
- Licenciatura en Matemáticas Aplicadas
- Licenciatura en Física y Tecnología Avanzada
- Maestría en Ciencias en Matemáticas y su Didáctica
- Maestría en Matemáticas

### Área Académica de Química (AAQ)
- Licenciatura en Química
- Licenciatura en Química en Alimentos
- Maestría en Química
- Doctorado en Química
- Doctorado en Ciencias Ambientales

## Centro de Investigaciones
- Centro de Investigaciones Biológicas (CIB)
- Centro de Investigación en Matemáticas (CIMA)
- Centro de Investigaciones Químicas (CIQ)
- Centro de Investigación en Tecnologías de Información y Sistemas (CITIS)
- Centro de Investigaciones en Materiales y Metalurgia y Ciencias de la Tierra (CIMMCT)
- Centro de Investigación Avanzada en Ingeniería industrial (CIAII)

## Infraestructura
El Instituto de Ciencias Básicas e Ingeniería se encuentra ubicado en la Ciudad del Conocimiento en Carboneras, Mineral de la Reforma; sobre la carretera Pachuca–Tulancingo; con una extensión de 304 434.00 m². En la Ciudad del Conocimiento el ICBI, cuenta con 13 edificios ubicados, en los que se encuentran distribuidas 161 aulas y 42 espacios utilizados para actividades de gestión: Dirección, Secretaría, Subdirección Administrativa, Coordinaciones de Apoyo, Jefaturas de área, y áreas utilizadas por Coordinadores de Programas Educativos de Licenciatura y Posgrado. Se cuenta también con 63 laboratorios utilizados para investigación y algunos para docencia, un taller, 19 centros de cómputo y tres salas de lectura.